# Hieracium basifolium
Hieracium basifolium es una especie de planta con flor del género Hieracium, de la familia Asteraceae, orden Asterales.

## Distribución
Hieracium basifolium se distribuye por Noruega.

## Taxonomía
Fue descrita científicamente por Almq. Fue publicada en Värmländsk. Archierac.: 43 (1889).